# (2717) Tellervo
Pour les articles homonymes, voir Tellervo (homonymie).
(2717) Tellervo est un astéroïde de la ceinture principale.

## Description
(2717) Tellervo est un astéroïde de la ceinture principale. Il fut découvert le 29 novembre 1940 à Turku par Liisi Oterma. Il présente une orbite caractérisée par un demi-grand axe de 2,21 UA, une excentricité de 0,22 et une inclinaison de 3,3° par rapport à l'écliptique.
Il est nommé d'après la divinité finnoise Tellervo.

## Compléments